# Copa Libertadores 2025
Navigation
Édition 2024 Édition 2026
La Copa Libertadores 2025 est la 66e édition de la plus prestigieuse des compétitions inter-clubs sud-américaine de football.
Cette compétition organisée par la CONMEBOL oppose les 47 meilleurs clubs sud-américains qui se sont illustrés dans leurs championnats respectifs la saison précédente.
Le vainqueur de la Copa Libertadores se qualifie pour la Copa Libertadores 2026, la Recopa Sudamericana 2025, la Coupe intercontinentale de la FIFA 2025 et la Coupe du monde des clubs de la FIFA 2029.

## Format
Le format de cette compétition est identique à celui des éditions précédentes. Les nations présentent 4 ou 7 clubs en fonction d'un classement établi par la CONMEBOL, qui sont qualifiés pour le premier, le second tour de qualification ou la phase de groupes.
Les équipes franchissant les tours de qualification rejoignent les équipes qualifiées d'office et sont réparties dans quatre chapeaux de 8 équipes selon le classement des clubs de la CONMEBOL.
La phase de groupe de la compétition est composée de 8 groupes de 4 équipes et la phase finale de quatre tours allant des huitièmes de finale jusqu'à la finale.

## Participants
47 équipes provenant de 10 associations membres de la CONMEBOL participent à la Copa Libertadores 2025.
D'après le classement de la CONMEBOL des championnats, une liste définit le nombre de clubs qu’une association a le droit d’envoyer :
- Le vainqueur de la Copa Libertadores 2024 est qualifié d'office pour la phase de groupes ;
- Le vainqueur de la Copa Sudamericana 2024 est qualifié d'office pour la phase de groupes ;
- L’association à la 1re place envoie cinq clubs en phase de groupes et deux au deuxième tour préliminaire ;
- L’association à la 2e place envoie cinq clubs en phase de groupes et un au deuxième tour préliminaire ;
- Les associations aux places 3 et 4 envoient deux clubs en phase de groupes et deux au deuxième tour préliminaire ;
- Les associations aux places 6 à 10 envoient deux clubs en phase de groupes, un au deuxième tour préliminaire et un au premier tour préliminaire.

| Copa Libertadores                 | Copa Libertadores                 | Copa Sudamericana                   | Copa Sudamericana                   |
| --------------------------------- | --------------------------------- | ----------------------------------- | ----------------------------------- |
| Vainqueur du Tournoi 2024         | Botafogo FR                       | Vainqueur du Tournoi 2024           | Racing Club                         |
| Brésil (1er Classement COMNEBOL)  | Brésil (1er Classement COMNEBOL)  | Argentine (2e Classement COMNEBOL)  | Argentine (2e Classement COMNEBOL)  |
| 2e du Championnat 2024            | SE Palmeiras                      | Champion 2024                       | CA Vélez Sarsfield                  |
| 4e du Championnat 2024            | Fortaleza EC                      | 1er Classement général saison 2024  | CA Talleres                         |
| 5e du Championnat 2024            | SC Internacional                  | 2e Classement général saison 2024   | CA River Plate                      |
| 6e du Championnat 2024            | São Paulo FC                      | Vainqueur Coupe 2024                | CA Central Córdoba                  |
| Vainqueur Coupe 2024              | CR Flamengo                       | Vainqueur Coupe de la Ligue 2024    | Estudiantes de La Plata             |
| Chili (3e Classement COMNEBOL)    | Chili (3e Classement COMNEBOL)    | Colombie (4e Classement COMNEBOL)   | Colombie (4e Classement COMNEBOL)   |
| Champion 2024                     | CSD Colo-Colo                     | Vainqueur Tournoi Ouverture 2024    | Atlético Bucaramanga                |
| 2e du Championnat 2024            | CF Universidad                    | Vainqueur Tournoi Clôture 2024      | Atlético Nacional                   |
| Bolivie (5e Classement COMNEBOL)  | Bolivie (5e Classement COMNEBOL)  | Equateur (6e Classement COMNEBOL)   | Equateur (6e Classement COMNEBOL)   |
| Vainqueur Tournoi Ouverture 2024  | CD San Antonio Bulo Bulo          | Champion 2024                       | LDU Quito                           |
| Vainqueur Tournoi Clôture 2024    | Club Bolívar                      | 2e du Championnat 2024              | Independiente del Valle             |
| Paraguay (7e Classement COMNEBOL) | Paraguay (7e Classement COMNEBOL) | Pérou (8e Classement COMNEBOL)      | Pérou (8e Classement COMNEBOL)      |
| Vainqueur Tournoi Ouverture 2024  | Club Libertad                     | Champion 2024                       | Club Universitario                  |
| Vainqueur Tournoi Clôture 2024    | Club Olimpia                      | 2e du Championnat 2024              | Sporting Cristal                    |
| Uruguay (9e Classement COMNEBOL)  | Uruguay (9e Classement COMNEBOL)  | Venezuela (10e Classement COMNEBOL) | Venezuela (10e Classement COMNEBOL) |
| Champion 2024                     | CA Peñarol                        | Finaliste du Championat 2024        | Carabobo FC                         |
| 1er Classement cumulé 2024        | Club Nacional                     | 1er Classement cumulé 2024          | Deportivo Táchira FC                |

| Brésil (1er Classement COMNEBOL)  | Brésil (1er Classement COMNEBOL)  | Argentine (2e Classement COMNEBOL)  | Argentine (2e Classement COMNEBOL)  |
| --------------------------------- | --------------------------------- | ----------------------------------- | ----------------------------------- |
| 7e du Championnat 2024            | SC Corinthians                    | 3e Classement général saison 2024   | CA Boca Juniors                     |
| 8e du Championnat 2024            | EC Bahia                          |                                     |                                     |
| Chili (3e Classement COMNEBOL)    | Chili (3e Classement COMNEBOL)    | Colombie (4e Classement COMNEBOL)   | Colombie (4e Classement COMNEBOL)   |
| 3e du Championnat 2024            | CD Iquique                        | 1er Classement cumulé 2024          | Deportes Tolima                     |
| Vainqueur Coupe 2024              | Deportivo Ñublense                | 2e Classement cumulé 2024           | Independiente Santa Fe              |
| Bolivie (5e Classement COMNEBOL)  | Bolivie (5e Classement COMNEBOL)  | Equateur (6e Classement COMNEBOL)   | Equateur (6e Classement COMNEBOL)   |
| 2e Classement cumulé 2024         | The Strongest                     | 3e Classement cumulé 2024           | Barcelona SC                        |
| Paraguay (7e Classement COMNEBOL) | Paraguay (7e Classement COMNEBOL) | Pérou (8e Classement COMNEBOL)      | Pérou (8e Classement COMNEBOL)      |
| 2e Classement cumulé 2024         | Cerro Porteño                     | 3e du Championnat 2024              | FBC Melgar                          |
| Uruguay (9e Classement COMNEBOL)  | Uruguay (9e Classement COMNEBOL)  | Venezuela (10e Classement COMNEBOL) | Venezuela (10e Classement COMNEBOL) |
| 2e Classement cumulé 2024         | CA Boston River                   | 2e Classement cumulé 2024           | Universidad Central VFC             |

| Bolivie (5e Classement COMNEBOL)  | Bolivie (5e Classement COMNEBOL)  | Equateur (6e Classement COMNEBOL)   | Equateur (6e Classement COMNEBOL)   |
| --------------------------------- | --------------------------------- | ----------------------------------- | ----------------------------------- |
| 6e Classement cumulé 2024         | CSCD Blooming                     | Vainqueur Coupe 2024                | CD El Nacional                      |
| Paraguay (7e Classement COMNEBOL) | Paraguay (7e Classement COMNEBOL) | Pérou (8e Classement COMNEBOL)      | Pérou (8e Classement COMNEBOL)      |
| Finaliste Coupe 2024              | Club Nacional                     | 4e du Championnat 2024              | Alianza Lima                        |
| Uruguay (9e Classement COMNEBOL)  | Uruguay (9e Classement COMNEBOL)  | Venezuela (10e Classement COMNEBOL) | Venezuela (10e Classement COMNEBOL) |
| 3e Classement cumulé 2024         | Defensor SC                       | 3e Classement cumulé 2024           | Monagas SC                          |

## Calendrier
| Nom                                             | Tirage au sort | Match aller     | Match retour    | Nombre de participants |
| ----------------------------------------------- | -------------- | --------------- | --------------- | ---------------------- |
| Tours préliminaires (2025)                      |                |                 |                 |                        |
| Premier tour préliminaire                       | 19 décembre    | 4-6 février     | 11-13 février   | 6                      |
| Deuxième tour préliminaire                      | 19 décembre    | 18-20 février   | 25-27 février   | 16 (13+3)              |
| Troisième tour préliminaire                     | 19 décembre    | 4-6 mars        | 11-13 mars      | 8                      |
| Phase de groupes (2025)                         |                |                 |                 |                        |
| Journées 1 et 4 Journées 2 et 5 Journées 3 et 6 | 17 mars        | 2 avril-28 mai  | 2 avril-28 mai  | 32 (28+4)              |
| Phase finale (2025)                             |                |                 |                 |                        |
| Huitièmes de finale                             | 4 juin         | 12-14 aout      | 19-21 aout      | 16                     |
| Quarts de finale                                | 4 juin         | 16-18 septembre | 23-25 septembre | 8                      |
| Demi-finales                                    | 4 juin         | 21-23 octobre   | 28-30 octobre   | 4                      |
| Finale                                          | 4 juin         | 29 novembre     | 29 novembre     | 2                      |

## Tours préliminaires

### Premier tour préliminaire
Les six équipes participantes sont placées dans deux pots de trois équipes en fonction de leur place au classement des clubs de la CONMEBOL,.
| Pot 1                | Pot 2                |
| -------------------- | -------------------- |
| Alianza Lima (50e)   | Club Nacional (85e)  |
| CD El Nacional (68e) | Monagas SC (99e)     |
| Defensor SC (75e)    | CSCD Blooming (111e) |

Ce tour concerne les équipes classées à la 4e place des championnats classés entre la 5e et la 10e place.
Le tirage au sort a eu lieu le 19 décembre 2024 à Luque au Paraguay.
| Équipe         | Aller | Total               | Retour | Équipe        |
| -------------- | ----- | ------------------- | ------ | ------------- |
| CD El Nacional | 2 - 3 | 3 - 3 (Tab : 4 - 3) | 2 - 1  | CSCD Blooming |
| Alianza Lima   | 1 - 1 | 4 - 2               | 3 - 1  | Club Nacional |
| Defensor SC    | 0 - 2 | 0 - 4               | 0 - 2  | Monagas SC    |

### Deuxième tour préliminaire
Les 16 équipes participantes sont placées dans deux pots de huit équipes en fonction de leur place au classement des clubs de la CONMEBOL, les équipes issus du tour précédent étant directement affectées dans le pot 2,.
| Pot 1                        | Pot 2                                |
| ---------------------------- | ------------------------------------ |
| CA Boca Juniors (3e)         | CD Iquique (153e)                    |
| SC Corinthians (18e)         | CA Boston River (206e)               |
| Cerro Porteño (20e)          | Universidad Central VFC (Non Classé) |
| Barcelona SC (25e)           | Deportes Tolima                      |
| Independiente Santa Fe (45e) | The Strongest                        |
| FBC Melgar (51e)             | Vainqueur du premier tour            |
| EC Bahia (77e)               | Vainqueur du premier tour            |
| Deportivo Ñublense (90e)     | Vainqueur du premier tour            |

Ce tour concerne les équipes classées à la 3e place des championnats classés entre la 5e et la 10e place, les deux équipes colombiennes qualifiées pour ce tour, les équipes classées à la 3e et 4e place du championnat classé à la 4e place, l'équipe classée à la 4e place du championnat classé à la 2e place, les équipes classées à la 5e et 6e place du championnat classé à la 1re place et les trois équipes issus du tour précédent.
Le tirage au sort a eu lieu le 19 décembre 2024 à Luque au Paraguay.
| Équipe                 | Aller | Total               | Retour | Équipe                  |
| ---------------------- | ----- | ------------------- | ------ | ----------------------- |
| Independiente Santa Fe | 1 - 2 | 3 - 3 (Tab : 1 - 2) | 2 - 1  | CD Iquique              |
| EC Bahia               | 1 - 1 | 4 - 1               | 3 - 0  | The Strongest           |
| Cerro Porteño          | 4 - 0 | 7 - 1               | 3 - 1  | Monagas SC              |
| Barcelona SC           | 1 - 0 | 2 - 1               | 1 - 1  | CD El Nacional          |
| SC Corinthians         | 1 - 1 | 4 - 3               | 3 - 2  | Universidad Central VFC |
| FBC Melgar             | 1 - 0 | 2 - 0               | 1 - 0  | Deportes Tolima         |
| Deportivo Ñublense     | 0 - 1 | 1 - 2               | 1 - 1  | CA Boston River         |
| CA Boca Juniors        | 0 - 1 | 2 - 2 (Tab : 4 - 5) | 2 - 1  | Alianza Lima            |

### Troisième tour préliminaire
Les 8 équipes participantes s'affrontent suivant le tirage au sort défini lors du tour précédent. Les perdants sont repêchés en Copa Sudamericana 2025.
Le tirage au sort a eu lieu le 19 décembre 2024 à Luque au Paraguay.
| Équipe        | Aller | Total | Retour | Équipe          |
| ------------- | ----- | ----- | ------ | --------------- |
| CD Iquique    | 1 - 2 | 2 - 3 | 1 - 1  | Alianza Lima    |
| EC Bahia      | 0 - 0 | 1 - 0 | 1 - 0  | CA Boston River |
| Cerro Porteño | 1 - 0 | 5 - 2 | 4 - 2  | FBC Melgar      |
| Barcelona SC  | 3 - 0 | 3 - 2 | 0 - 2  | SC Corinthians  |

## Phase de groupe

### Classements et résultats
| Légende des classements - Qualifié pour les huitièmes de finale - Repêché en Copa Sudamericana 2025 | 0 | Légende des résultats - Victoire à domicile - Match nul - Victoire à l'extérieur |

#### Groupe A
| Rang | Équipe                  | Pts | J | G | N | P | Bp | Bc | Diff |  | Résultats (▼ dom., ► ext.) |     |     |     |     |
| ---- | ----------------------- | --- | - | - | - | - | -- | -- | ---- |  | -------------------------- | --- | --- | --- | --- |
| 1    | Estudiantes de La Plata | 12  | 6 | 4 | 0 | 2 | 11 | 5  | +6   |  | Estudiantes de La Plata    |     | 1-0 | 1-2 | 2-0 |
| 2    | Botafogo FR             | 12  | 6 | 4 | 0 | 2 | 8  | 5  | +3   |  | Botafogo FR                | 3-2 |     | 1-0 | 2-0 |
| 3    | CF Universidad de Chile | 10  | 6 | 3 | 1 | 2 | 8  | 6  | +2   |  | CF Universidad de Chile    | 0-3 | 1-0 |     | 4-0 |
| 4    | Carabobo FC             | 1   | 6 | 0 | 1 | 5 | 2  | 13 | -11  |  | Carabobo FC                | 0-2 | 1-2 | 1-1 |     |

#### Groupe B
| Rang | Équipe                  | Pts | J | G | N | P | Bp | Bc | Diff |  | Résultats (▼ dom., ► ext.) |     |     |     |     |
| ---- | ----------------------- | --- | - | - | - | - | -- | -- | ---- |  | -------------------------- | --- | --- | --- | --- |
| 1    | CA River Plate          | 12  | 6 | 3 | 3 | 0 | 13 | 7  | +6   |  | CA River Plate             |     | 1-1 | 6-2 | 0-0 |
| 2    | Club Universitario      | 8   | 6 | 2 | 2 | 2 | 4  | 4  | 0    |  | Club Universitario         | 0-1 |     | 1-1 | 1-0 |
| 3    | Independiente del Valle | 8   | 6 | 2 | 2 | 2 | 8  | 11 | -3   |  | Independiente del Valle    | 2-2 | 1-0 |     | 2-1 |
| 4    | Barcelona SC            | 4   | 6 | 1 | 1 | 4 | 4  | 7  | -3   |  | Barcelona SC               | 2-3 | 0-1 | 1-0 |     |

#### Groupe C
| Rang | Équipe               | Pts | J | G | N | P | Bp | Bc | Diff |  | Résultats (▼ dom., ► ext.) |     |     |     |     |
| ---- | -------------------- | --- | - | - | - | - | -- | -- | ---- |  | -------------------------- | --- | --- | --- | --- |
| 1    | LDU Quito            | 11  | 6 | 3 | 2 | 1 | 8  | 4  | +4   |  | LDU Quito                  |     | 0-0 | 3-0 | 2-0 |
| 2    | CR Flamengo          | 11  | 6 | 3 | 2 | 1 | 6  | 3  | +3   |  | CR Flamengo                | 2-0 |     | 1-2 | 1-0 |
| 3    | CA Central Córdoba   | 11  | 6 | 3 | 2 | 1 | 7  | 7  | 0    |  | CA Central Córdoba         | 0-0 | 1-1 |     | 2-1 |
| 4    | Deportivo Táchira FC | 0   | 6 | 0 | 0 | 6 | 4  | 11 | -7   |  | Deportivo Táchira FC       | 2-3 | 0-1 | 1-2 |     |

#### Groupe D
| Rang | Équipe        | Pts | J | G | N | P | Bp | Bc | Diff |  | Résultats (▼ dom., ► ext.) |     |     |     |     |
| ---- | ------------- | --- | - | - | - | - | -- | -- | ---- |  | -------------------------- | --- | --- | --- | --- |
| 1    | São Paulo FC  | 14  | 6 | 4 | 2 | 0 | 10 | 4  | +6   |  | São Paulo FC               |     | 1-1 | 2-2 | 2-1 |
| 2    | Club Libertad | 9   | 6 | 2 | 3 | 1 | 6  | 5  | +1   |  | Club Libertad              | 0-2 |     | 2-2 | 2-0 |
| 3    | Alianza Lima  | 5   | 6 | 1 | 2 | 3 | 7  | 11 | -4   |  | Alianza Lima               | 0-2 | 0-1 |     | 3-2 |
| 4    | CA Talleres   | 4   | 6 | 1 | 1 | 4 | 5  | 8  | -3   |  | CA Talleres                | 0-1 | 0-0 | 2-0 |     |

#### Groupe E
| Rang | Équipe               | Pts | J | G | N | P | Bp | Bc | Diff |  | Résultats (▼ dom., ► ext.) |     |     |     |     |
| ---- | -------------------- | --- | - | - | - | - | -- | -- | ---- |  | -------------------------- | --- | --- | --- | --- |
| 1    | Racing Club          | 13  | 6 | 4 | 1 | 1 | 14 | 3  | +11  |  | Racing Club                |     | 1-0 | 1-2 | 4-0 |
| 2    | Fortaleza EC         | 8   | 6 | 2 | 2 | 2 | 8  | 5  | +3   |  | Fortaleza EC               | 0-3 |     | 0-0 | 4-0 |
| 3    | Atlético Bucaramanga | 6   | 6 | 1 | 3 | 2 | 6  | 10 | -4   |  | Atlético Bucaramanga       | 0-4 | 1-1 |     | 3-3 |
| 4    | CSD Colo-Colo        | 5   | 6 | 1 | 2 | 3 | 5  | 15 | -10  |  | CSD Colo-Colo              | 1-1 | 0-3 | 1-0 |     |

#### Groupe F
| Rang | Équipe            | Pts | J | G | N | P | Bp | Bc | Diff |  | Résultats (▼ dom., ► ext.) |     |     |     |     |
| ---- | ----------------- | --- | - | - | - | - | -- | -- | ---- |  | -------------------------- | --- | --- | --- | --- |
| 1    | SC Internacional  | 11  | 6 | 3 | 2 | 1 | 12 | 8  | +4   |  | SC Internacional           |     | 3-0 | 2-1 | 3-3 |
| 2    | Atlético Nacional | 9   | 6 | 3 | 0 | 3 | 7  | 6  | +1   |  | Atlético Nacional          | 3-1 |     | 1-0 | 3-0 |
| 3    | EC Bahia          | 7   | 6 | 2 | 1 | 3 | 5  | 7  | -2   |  | EC Bahia                   | 1-1 | 1-0 |     | 1-3 |
| 4    | Club Nacional     | 7   | 6 | 2 | 1 | 3 | 7  | 10 | -3   |  | Club Nacional              | 0-2 | 1-0 | 0-1 |     |

#### Groupe G
| Rang | Équipe           | Pts | J | G | N | P | Bp | Bc | Diff |  | Résultats (▼ dom., ► ext.) |     |     |     |     |
| ---- | ---------------- | --- | - | - | - | - | -- | -- | ---- |  | -------------------------- | --- | --- | --- | --- |
| 1    | SE Palmeiras     | 18  | 6 | 6 | 0 | 0 | 17 | 4  | +13  |  | SE Palmeiras               |     | 1-0 | 2-0 | 6-0 |
| 2    | Cerro Porteño    | 7   | 6 | 2 | 1 | 3 | 7  | 11 | -4   |  | Cerro Porteño              | 0-2 |     | 4-2 | 2-2 |
| 3    | Club Bolívar     | 6   | 6 | 2 | 0 | 4 | 12 | 11 | +1   |  | Club Bolívar               | 2-3 | 4-0 |     | 3-0 |
| 4    | Sporting Cristal | 4   | 6 | 1 | 1 | 4 | 6  | 16 | -10  |  | Sporting Cristal           | 2-3 | 0-1 | 2-1 |     |

#### Groupe H
| Rang | Équipe                   | Pts | J | G | N | P | Bp | Bc | Diff |  | Résultats (▼ dom., ► ext.) |     |     |     |     |
| ---- | ------------------------ | --- | - | - | - | - | -- | -- | ---- |  | -------------------------- | --- | --- | --- | --- |
| 1    | CA Vélez Sarsfield       | 11  | 6 | 3 | 2 | 1 | 11 | 4  | +7   |  | CA Vélez Sarsfield         |     | 2-1 | 3-0 | 1-1 |
| 2    | CA Peñarol               | 11  | 6 | 3 | 2 | 1 | 9  | 4  | +5   |  | CA Peñarol                 | 0-0 |     | 2-0 | 3-2 |
| 3    | CD San Antonio Bulo Bulo | 6   | 6 | 2 | 0 | 4 | 5  | 15 | -10  |  | CD San Antonio Bulo Bulo   | 2-1 | 0-3 |     | 3-2 |
| 4    | Club Olimpia             | 5   | 6 | 1 | 2 | 3 | 9  | 11 | -2   |  | Club Olimpia               | 0-4 | 0-0 | 4-0 |     |

## Phase à élimination directe

### Tirage au sort
Les équipes qualifiées sont réparties selon leur classement en phase de poules (voir le tableau ci-dessous), les vainqueurs de groupe bénéficiant de l'avantage de jouer le match retour à domicile.
| Les 16 qualifiés | Les 16 qualifiés            | Les 16 qualifiés           |
| Groupe           | Pot 1 - Vainqueur de groupe | Pot 2 - Deuxième de groupe |
| ---------------- | --------------------------- | -------------------------- |
| A                | Estudiantes de La Plata     | Botafogo FR                |
| B                | CA River Plate              | Club Universitario         |
| C                | LDU Quito                   | CR Flamengo                |
| D                | São Paulo FC                | Club Libertad              |
| E                | Racing Club                 | Fortaleza EC               |
| F                | SC Internacional            | Atlético Nacional          |
| G                | SE Palmeiras                | Cerro Porteño              |
| H                | CA Vélez Sarsfield          | CA Peñarol                 |

Les 16 équipes qualifiées sont classées en fonction des points obtenus durant la phase de groupe. En cas d'égalité c'est la différences de buts puis le nombre de buts marqué qui départage les équipes. Les premiers de chaque groupe occupent les huit premières places (de 1 à 8), les deuxièmes occupent les huit dernières places (de 9 à 16). L'équipe la mieux classée a l'avantage de jouer le match retour à domicile. 
| Rang | Équipe                  | Pts | Diff. (BP) |
| ---- | ----------------------- | --- | ---------- |
| 1    | SE Palmeiras            | 18  | +13        |
| 2    | São Paulo FC            | 14  | +6         |
| 3    | Racing Club             | 13  | +11        |
| 4    | CA River Plate          | 12  | +6 (13)    |
| 5    | Estudiantes de La Plata | 12  | +6 (11)    |
| 6    | CA Vélez Sarsfield      | 11  | +7         |
| 7    | SC Internacional        | 11  | +4 (12)    |
| 8    | LDU Quito               | 11  | +4 (8)     |

| Rang | Équipe             | Pts | Diff. (BP) |
| ---- | ------------------ | --- | ---------- |
| 9    | Botafogo FR        | 12  | +3         |
| 10   | CA Peñarol         | 11  | +5         |
| 11   | CR Flamengo        | 11  | +3         |
| 12   | Atlético Nacional  | 9   | +1 (7)     |
| 13   | Club Libertad      | 9   | +1 (6)     |
| 14   | Fortaleza EC       | 8   | +3         |
| 15   | Club Universitario | 8   | 0          |
| 16   | Cerro Porteño      | 7   | -4         |

### Huitièmes de finale
| Équipe             | Aller | Total             | Retour | Équipe                  |
| ------------------ | ----- | ----------------- | ------ | ----------------------- |
| Atlético Nacional  | 0 - 0 | 1 - 1 Tab : 3 - 4 | 1 - 1  | São Paulo FC            |
| Botafogo FR        | 1 - 0 | Match 2           | -      | LDU Quito               |
| Club Universitario | 0 - 4 | Match 3           | -      | SE Palmeiras            |
| Club Libertad      | 0 - 0 | Match 4           | -      | CA River Plate          |
| Fortaleza EC       | 0 - 0 | 0 - 2             | 0 - 2  | CA Vélez Sarsfield      |
| CA Peñarol         | 1 - 0 | 2 - 3             | 1 - 3  | Racing Club             |
| CR Flamengo        | 1 - 0 | Match 7           | -      | SC Internacional        |
| Cerro Porteño      | 0 - 1 | Match 8           | -      | Estudiantes de La Plata |

### Quarts de finale
| Équipe             | Aller | Total    | Retour | Équipe            |
| ------------------ | ----- | -------- | ------ | ----------------- |
| São Paulo FC       | -     | Match 9  | -      | Vainqueur Match 2 |
| Vainqueur Match 3  | -     | Match 10 | -      | Vainqueur Match 4 |
| CA Vélez Sarsfield | -     | Match 11 | -      | Racing Club       |
| Vainqueur Match 7  | -     | Match 12 | -      | Vainqueur Match 8 |

### Demi-finales
| Équipe             | Aller | Total    | Retour | Équipe             |
| ------------------ | ----- | -------- | ------ | ------------------ |
| Vainqueur Match 9  | -     | Match 13 | -      | Vainqueur Match 10 |
| Vainqueur Match 11 | -     | Match 14 | -      | Vainqueur Match 12 |

### Finale
| Équipe             | Score | Équipe             |
| ------------------ | ----- | ------------------ |
| Vainqueur Match 13 | -     | Vainqueur Match 14 |

#### Tableau final
|  | Huitièmes de finale     | Huitièmes de finale     | Huitièmes de finale | Huitièmes de finale |                    |                    | Quarts de finale | Quarts de finale | Quarts de finale | Quarts de finale |  |  | Demi-finales | Demi-finales | Demi-finales | Demi-finales |  |  | Finale | Finale | Finale | Finale |
|  |                         |                         |                     |                     |                    |                    |                  |                  |                  |                  |  |  |              |              |              |              |  |  |        |        |        |        |
|  |                         |                         |                     |                     |                    |                    |                  |                  |                  |                  |  |  |              |              |              |              |  |  |        |        |        |        |
|  | Atlético Nacional       | Atlético Nacional       | 0                   | 1 (3)               |                    |                    |                  |                  |                  |                  |  |  |              |              |              |              |  |  |        |        |        |        |
|  | Atlético Nacional       | Atlético Nacional       | 0                   | 1 (3)               |                    |                    |                  |                  |                  |                  |  |  |              |              |              |              |  |  |        |        |        |        |
|  | São Paulo FC            | São Paulo FC            | 0                   | 1 (4)               |                    |                    |                  |                  |                  |                  |  |  |              |              |              |              |  |  |        |        |        |        |
|  | São Paulo FC            | São Paulo FC            | 0                   | 1 (4)               | São Paulo FC       | São Paulo FC       | -                | -                |                  |                  |  |  |              |              |              |              |  |  |        |        |        |        |
|  |                         |                         |                     |                     | São Paulo FC       | São Paulo FC       | -                | -                |                  |                  |  |  |              |              |              |              |  |  |        |        |        |        |
|  |                         |                         |                     |                     | -                  | -                  |                  |                  |                  |                  |  |  |              |              |              |              |  |  |        |        |        |        |
|  | Botafogo FR             | Botafogo FR             | 1                   | -                   | -                  | -                  |                  |                  |                  |                  |  |  |              |              |              |              |  |  |        |        |        |        |
|  | Botafogo FR             | Botafogo FR             | 1                   | -                   |                    |                    |                  |                  |                  |                  |  |  |              |              |              |              |  |  |        |        |        |        |
|  | LDU Quito               | LDU Quito               | 0                   | -                   |                    |                    |                  |                  |                  |                  |  |  |              |              |              |              |  |  |        |        |        |        |
|  | LDU Quito               | LDU Quito               | 0                   | -                   |                    |                    | -                | -                |                  |                  |  |  |              |              |              |              |  |  |        |        |        |        |
|  |                         |                         |                     |                     |                    |                    | -                | -                |                  |                  |  |  |              |              |              |              |  |  |        |        |        |        |
|  |                         |                         |                     |                     | -                  | -                  |                  |                  |                  |                  |  |  |              |              |              |              |  |  |        |        |        |        |
|  | Club Universitario      | Club Universitario      | 0                   | -                   | -                  | -                  |                  |                  |                  |                  |  |  |              |              |              |              |  |  |        |        |        |        |
|  | Club Universitario      | Club Universitario      | 0                   | -                   |                    |                    |                  |                  |                  |                  |  |  |              |              |              |              |  |  |        |        |        |        |
|  | SE Palmeiras            | SE Palmeiras            | 4                   | -                   |                    |                    |                  |                  |                  |                  |  |  |              |              |              |              |  |  |        |        |        |        |
|  | SE Palmeiras            | SE Palmeiras            | 4                   | -                   |                    |                    | -                | -                |                  |                  |  |  |              |              |              |              |  |  |        |        |        |        |
|  |                         |                         |                     |                     |                    |                    | -                | -                |                  |                  |  |  |              |              |              |              |  |  |        |        |        |        |
|  |                         |                         |                     |                     | -                  | -                  |                  |                  |                  |                  |  |  |              |              |              |              |  |  |        |        |        |        |
|  | Club Libertad           | Club Libertad           | 0                   | -                   | -                  | -                  |                  |                  |                  |                  |  |  |              |              |              |              |  |  |        |        |        |        |
|  | Club Libertad           | Club Libertad           | 0                   | -                   |                    |                    |                  |                  |                  |                  |  |  |              |              |              |              |  |  |        |        |        |        |
|  | CA River Plate          | CA River Plate          | 0                   | -                   |                    |                    |                  |                  |                  |                  |  |  |              |              |              |              |  |  |        |        |        |        |
|  | CA River Plate          | CA River Plate          | 0                   | -                   | -                  |                    |                  |                  |                  |                  |  |  |              |              |              |              |  |  |        |        |        |        |
|  |                         |                         |                     |                     |                    |                    |                  |                  |                  |                  |  |  |              |              |              |              |  |  |        |        |        |        |
|  |                         |                         |                     |                     | -                  |                    |                  |                  |                  |                  |  |  |              |              |              |              |  |  |        |        |        |        |
|  | Fortaleza EC            | Fortaleza EC            | 0                   | 0                   |                    |                    |                  |                  |                  |                  |  |  |              |              |              |              |  |  |        |        |        |        |
|  | Fortaleza EC            | Fortaleza EC            | 0                   | 0                   |                    |                    |                  |                  |                  |                  |  |  |              |              |              |              |  |  |        |        |        |        |
|  | CA Vélez Sarsfield      | CA Vélez Sarsfield      | 0                   | 2                   |                    |                    |                  |                  |                  |                  |  |  |              |              |              |              |  |  |        |        |        |        |
|  | CA Vélez Sarsfield      | CA Vélez Sarsfield      | 0                   | 2                   | CA Vélez Sarsfield | CA Vélez Sarsfield | -                | -                |                  |                  |  |  |              |              |              |              |  |  |        |        |        |        |
|  |                         |                         |                     |                     | CA Vélez Sarsfield | CA Vélez Sarsfield | -                | -                |                  |                  |  |  |              |              |              |              |  |  |        |        |        |        |
|  |                         |                         | Racing Club         | Racing Club         | -                  | -                  |                  |                  |                  |                  |  |  |              |              |              |              |  |  |        |        |        |        |
|  | CA Peñarol              | CA Peñarol              | Racing Club         | Racing Club         | -                  | -                  | 1                | 1                |                  |                  |  |  |              |              |              |              |  |  |        |        |        |        |
|  | CA Peñarol              | CA Peñarol              |                     |                     |                    |                    |                  | 1                |                  |                  |  |  |              |              |              |              |  |  |        |        |        |        |
|  | Racing Club             | Racing Club             | 0                   | 3                   |                    |                    |                  |                  |                  |                  |  |  |              |              |              |              |  |  |        |        |        |        |
|  | Racing Club             | Racing Club             | 0                   | 3                   |                    |                    | -                | -                |                  |                  |  |  |              |              |              |              |  |  |        |        |        |        |
|  |                         |                         |                     |                     |                    |                    | -                | -                |                  |                  |  |  |              |              |              |              |  |  |        |        |        |        |
|  |                         |                         |                     |                     | -                  | -                  |                  |                  |                  |                  |  |  |              |              |              |              |  |  |        |        |        |        |
|  | CR Flamengo             | CR Flamengo             | 1                   | -                   | -                  | -                  |                  |                  |                  |                  |  |  |              |              |              |              |  |  |        |        |        |        |
|  | CR Flamengo             | CR Flamengo             | 1                   | -                   |                    |                    |                  |                  |                  |                  |  |  |              |              |              |              |  |  |        |        |        |        |
|  | SC Internacional        | SC Internacional        | 0                   | -                   |                    |                    |                  |                  |                  |                  |  |  |              |              |              |              |  |  |        |        |        |        |
|  | SC Internacional        | SC Internacional        | 0                   | -                   |                    |                    | -                | -                |                  |                  |  |  |              |              |              |              |  |  |        |        |        |        |
|  |                         |                         |                     |                     |                    |                    | -                | -                |                  |                  |  |  |              |              |              |              |  |  |        |        |        |        |
|  |                         |                         |                     |                     | -                  | -                  |                  |                  |                  |                  |  |  |              |              |              |              |  |  |        |        |        |        |
|  | Cerro Porteño           | Cerro Porteño           | 0                   | -                   | -                  | -                  |                  |                  |                  |                  |  |  |              |              |              |              |  |  |        |        |        |        |
|  | Cerro Porteño           | Cerro Porteño           | 0                   | -                   |                    |                    |                  |                  |                  |                  |  |  |              |              |              |              |  |  |        |        |        |        |
|  | Estudiantes de La Plata | Estudiantes de La Plata | 1                   | -                   |                    |                    |                  |                  |                  |                  |  |  |              |              |              |              |  |  |        |        |        |        |
|  | Estudiantes de La Plata | Estudiantes de La Plata | 1                   | -                   |                    |                    |                  |                  |                  |                  |  |  |              |              |              |              |  |  |        |        |        |        |
|  |                         |                         |                     |                     |                    |                    |                  |                  |                  |                  |  |  |              |              |              |              |  |  |        |        |        |        |